# Kirche Wellerswalde

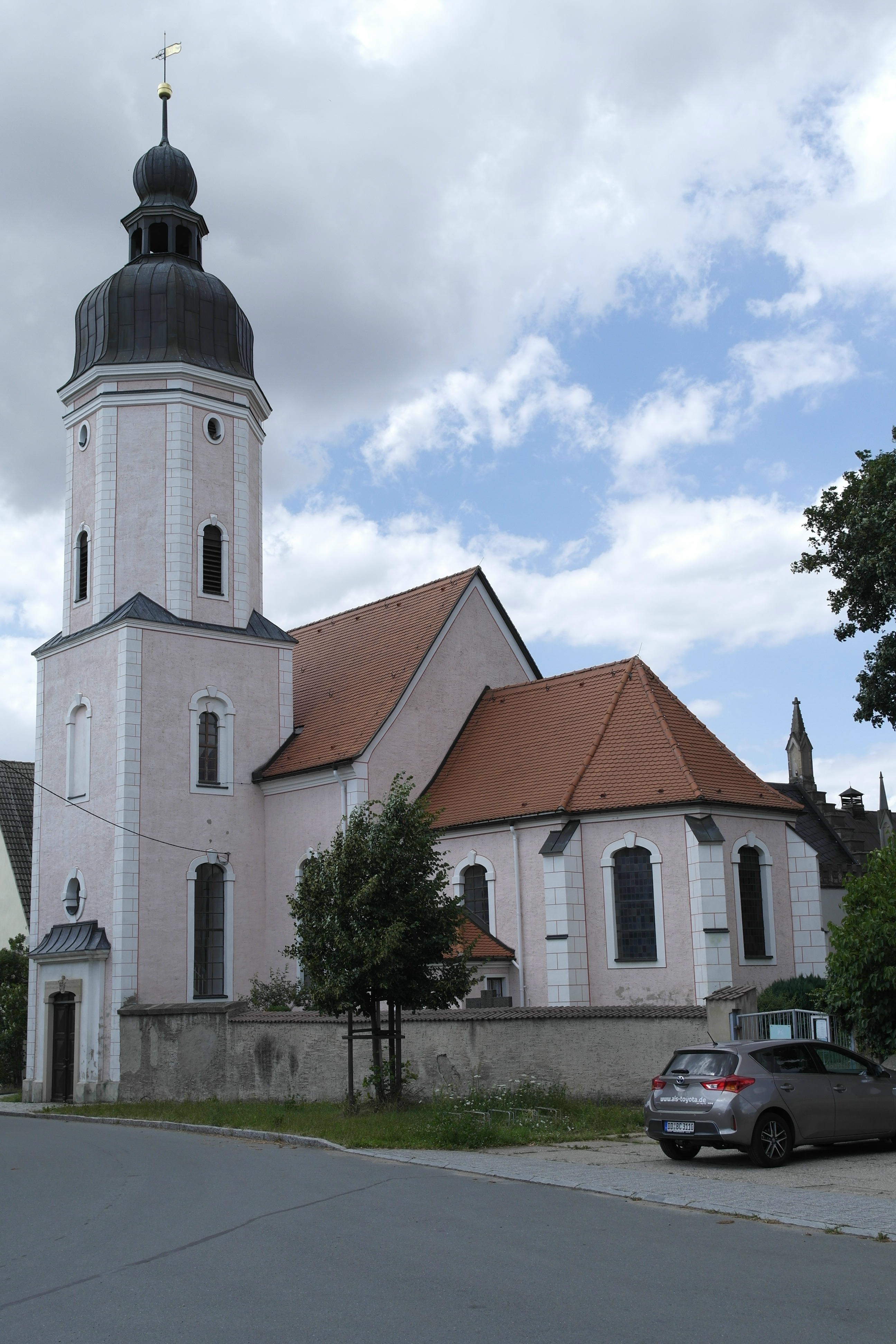
Ansicht

Die denkmalgeschützte evangelisch-lutherische Kirche Wellerswalde befindet sich in Wellerswalde, einem Ortsteil der Gemeinde Liebschützberg im Landkreis Nordsachsen, im ländlichen Gebiet zwischen Oschatz, Riesa und Strehla.

## Geschichte

### Bis 1700
Urkundlich wird ein Ernst von Wellerswalda um 968 genannt. Im Jahr 1266 wird ein Weldericheswalde urkundlich erwähnt, um 1441 ist ein Rittersitz und 1551 ein Rittergut Wellerswalde aufgeführt. Bereits um 1500 wird eine Pfarrkirche, Archidiakonat Dompropstei, sedes Oschatz/Mn, aktenkundig erwähnt. Um 1472 wurde die Familie von Truchseß aus Bornitz Eigentümer von Wellerswalde. Diese sorgten um 1500 für eine umfassende Instandsetzung der gotischen Kirche. Nach einigen Besitzerwechseln erwarb um 1654 der Jurist Johann Georg von Oppel den Grundbesitz Wellerswalde.

### Ab 1700
Im Jahr 1702 erfolgte ein Kirchenneubau im Auftrag der Familie von Oppel neben dem Eingang des Rittergutes.
In den Jahren 1782 bis 1784 wurde das Innere der Kirche umgebaut. Darauf weist der Spruch hin: Auspicio generosissimi Domini Collatoris Johannis Siegismund de Oppel renovatio hujus templi facta est ao. 1784. Im Jahr 1812 wurden Veränderungen von den Herren Julius Wilhelm von Oppel und Carl Wilhelm von Oppel veranlasst. Dabei wurde auch der Turm zur Hälfte abgetragen und wieder erneuert.
Das Pfarrhaus wurde um 1824 und die Pächterwohnung um 1826 erbaut. Stallgebäude und Scheune sind älteren Datums.
Östlich der Kirche befindet sich die im Jahr 1823 erbaute Kirchschule.
Im Jahr 1843 wurde vom damaligen Rittergutsbesitzer Carl Wilhelm von Oppel die großzügige Grabkapelle im gotischen Stil rechtwinklig zum Kirchgebäude umgebaut. Durch Familienbestattungen im Chor der Kirche war dieser vollständig belegt. Daher war es notwendig, den Raum aus der Zeit um 1500 mit einer darunterliegenden Gruft umzugestalten. Im Jahr 1878 wurde wieder umgebaut, Veränderungen an den Empore|Emporen und der Kanzel.

### Ab 1900
Nach 1945 wurde die Familie von Oppel enteignet und vertrieben. Zunächst wohnten im angrenzenden Schloss mehrere Umsiedlerfamilien. Das im Jahr 1854 erbaute Schloss wurde im Zuge der Bodenreform am 24. Mai 1949 gesprengt.
In DDR-Zeiten erfolgten einige Renovierungen zur Erhaltung der Kirche. In den Jahren 1993 und 1994 erfolgte eine umfangreiche Kirchensanierung. Im Jahr 2015 konnte die Orgel renoviert werden und wurde am 11. September feierlich geweiht.
Durch eine großzügige Spende der Familie von Oppel war in den Jahren 2010 bis 2011 eine umfassende gründliche Sanierung möglich. Ab 2011 gehörte die Kirche Wellerswalde zur Bornaer evangelisch-lutherischen Kirchgemeinde, seit 2020 zur Kirchgemeinde Oschatzer Land im Kirchenbezirk Leisnig-Oschatz der Evangelisch-Lutherischen Landeskirche Sachsens.

## Architektur
Die gotische Nordsakristei und der Chor wurden in den Neubau mit einbezogen. Das Kirchenschiff und der an der Südseite errichtete Turm sind im Barockstil erbaut. Über dem Eingangsportal befindet sich das Familienwappen von den Kirchenstiftern von Oppel. Das Turmgeschoss mit dem Geläut ist achteckig, eine geschweifte Haube mit Laterne und vergoldeter Wetterfahne bilden den Turmabschluss.

## Ausstattung
Der Innenraum wurde weiß gehalten und hat einen barocken Charakter. Das Gestühl und die Emporen sind in einem dezenten Grauton und verleihen ein festlichen Aussehen.
Die jetzige Orgel aus dem Jahr 1908 wurde von der Orgelbaufirma Schmidt & Berger aus Borna installiert. Das Instrument besitzt über 14 Register und 754 Pfeifen. Die kleinste Pfeife misst sechs Zentimeter und die größte 4,60 Meter. Es ist eine pneumatische Orgel. Das Jugendstilprospekt gestaltete 1908 der Dresdner Architekt Richard Schleinitz. Ein Grabmal im Inneren der Kirche erinnert an Carl Wilhelm von Oppel, den verdienstvollsten und berühmtesten Rittergutsbesitzer und Kirchenpatron von Wellerswalde. Er war sächsischer Bergrat, Direktor der Meißner Porzellanmanufaktur und Obersteuereinnehmer sowie Direktor der Steinkohlewerke im Plauenschen Grund zwischen Dresden und Freital.

### Geläut
Das ursprüngliche Geläut bestand aus zwei Bronzeglocken, die größere stammte aus dem Jahr 1491 und die zweite Glocke aus dem Jahr 1537. Diese musste 1942 als Metallspende zu Rüstungszwecken abgegeben werden und wurde nach dem Zweiten Weltkrieg wieder aufgefunden und im Turm installiert. Die ursprünglich dritte Glocke wurde ebenfalls zu Rüstungszwecken beschlagnahmt und wurde nicht wieder ergänzt.
Das jetzige Geläut besteht aus zwei Bronzeglocken.
Der Glockenstuhl besteht aus einer Holzkonstruktion und die Glockenjoche aus Stahl.
Im Folgenden eine Datenübersicht:
| Nr. | Gussdatum | Gießer                    | Durchmesser | Masse  | Schlagton |
| --- | --------- | ------------------------- | ----------- | ------ | --------- |
| 1   | 1491      | Glockengießerei unbekannt | 1010 mm     | 650 kg | g′        |
| 2   | 1537      | Glockengießerei unbekannt | 840 mm      | 370 kg | h′        |

Eine Glocke musste im Ersten Weltkrieg als Metallspende abgegeben werden. Im Folgenden eine Datenübersicht der abgegebenen Glocken:

| Nr. | Gussdatum | Gießer                | Durchmesser | Masse  | Schlagton |
| --- | --------- | --------------------- | ----------- | ------ | --------- |
| 1   | 1825      | Glockengießerei Gruhl | 620 mm      | 123 kg | es′       |

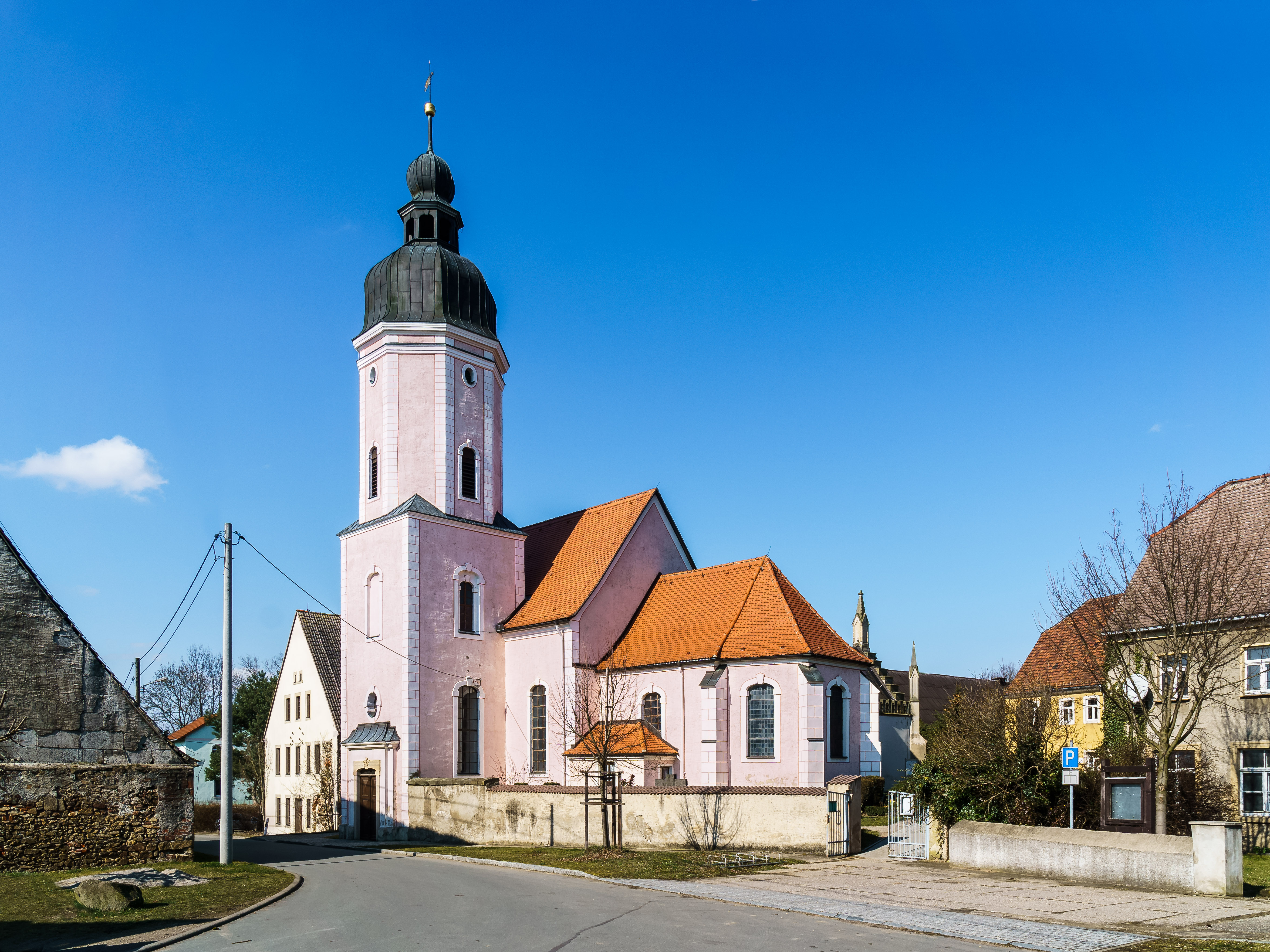
Ansicht von der Straße
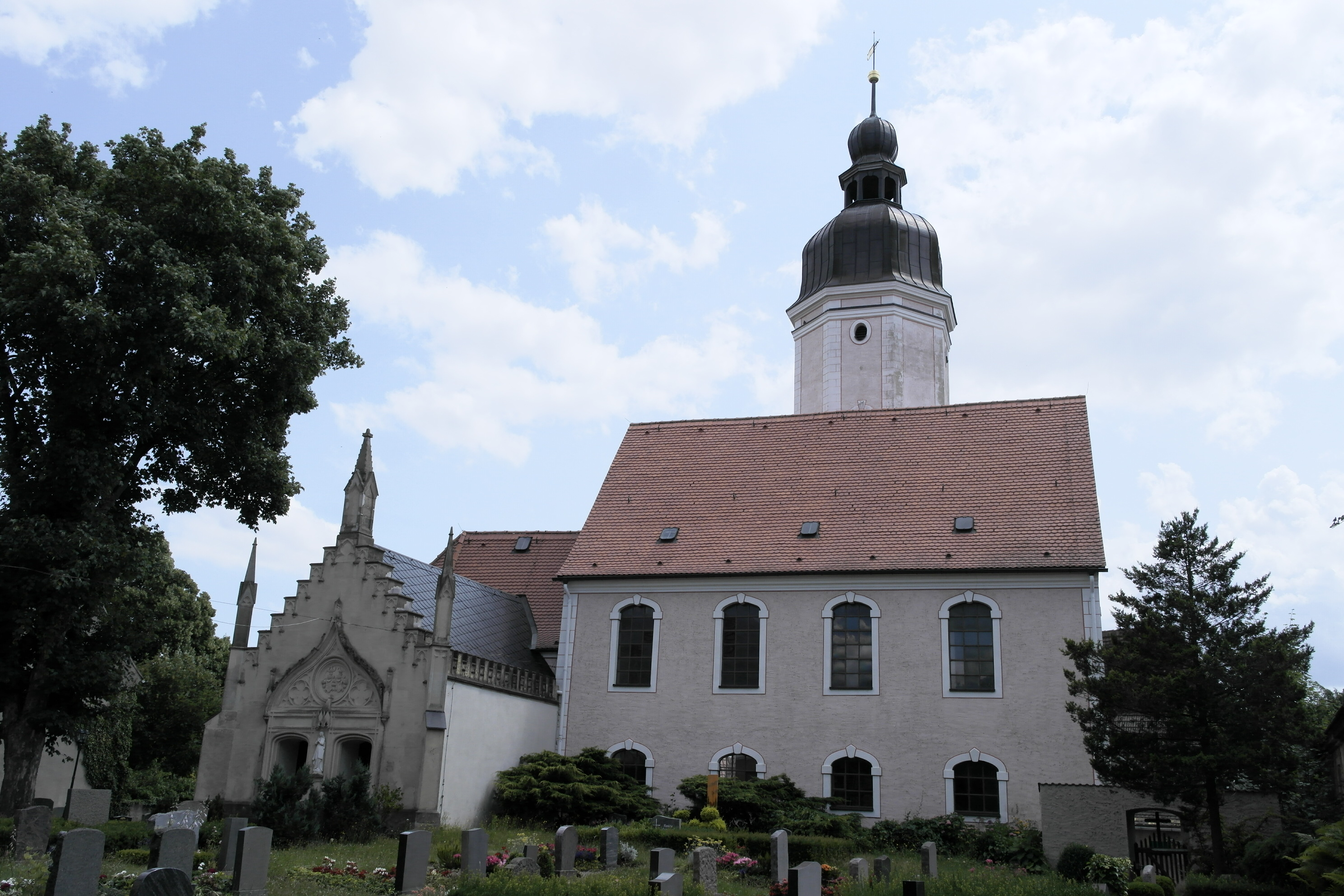
Ansicht vom Friedhof
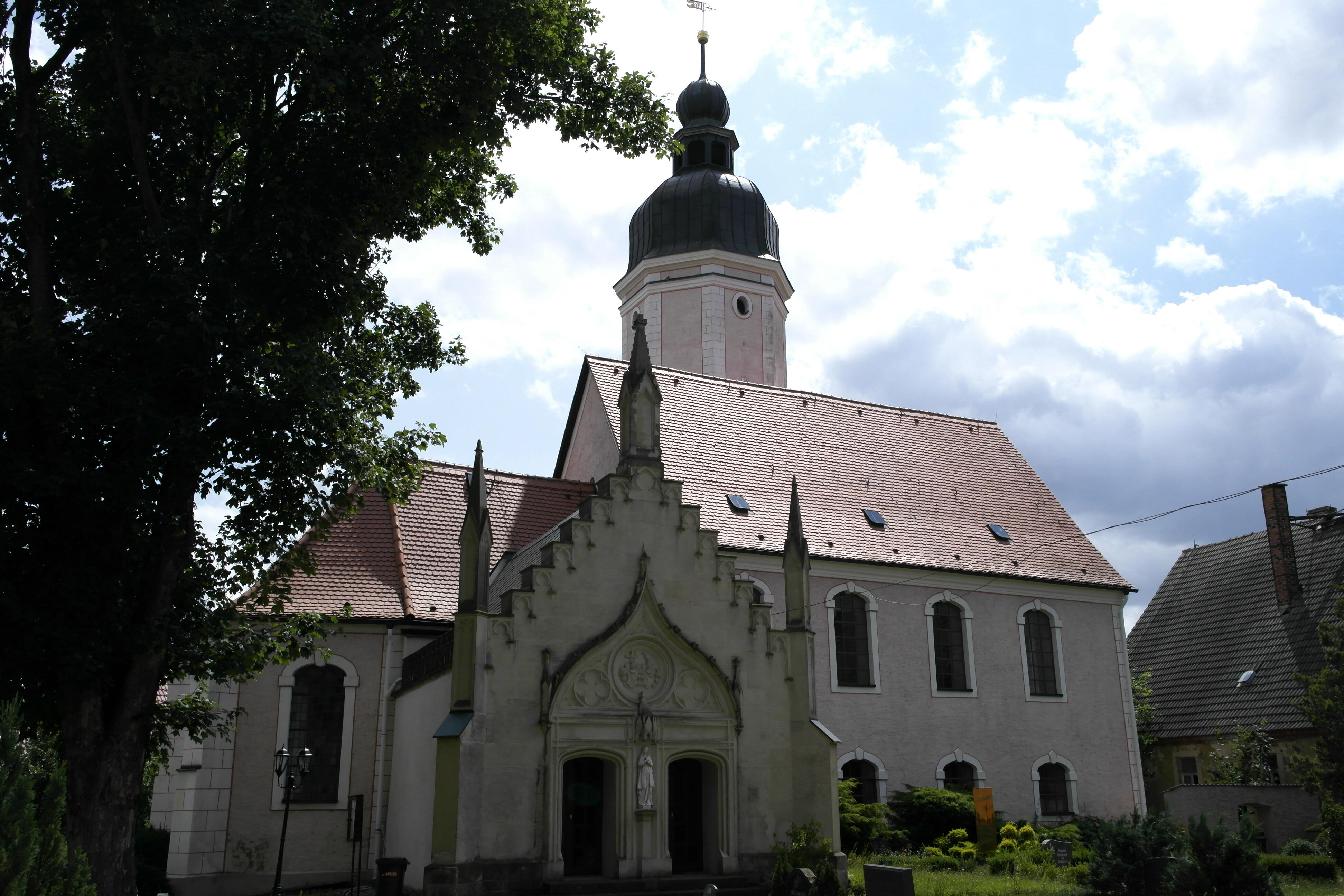
Ansicht vom Friedhof
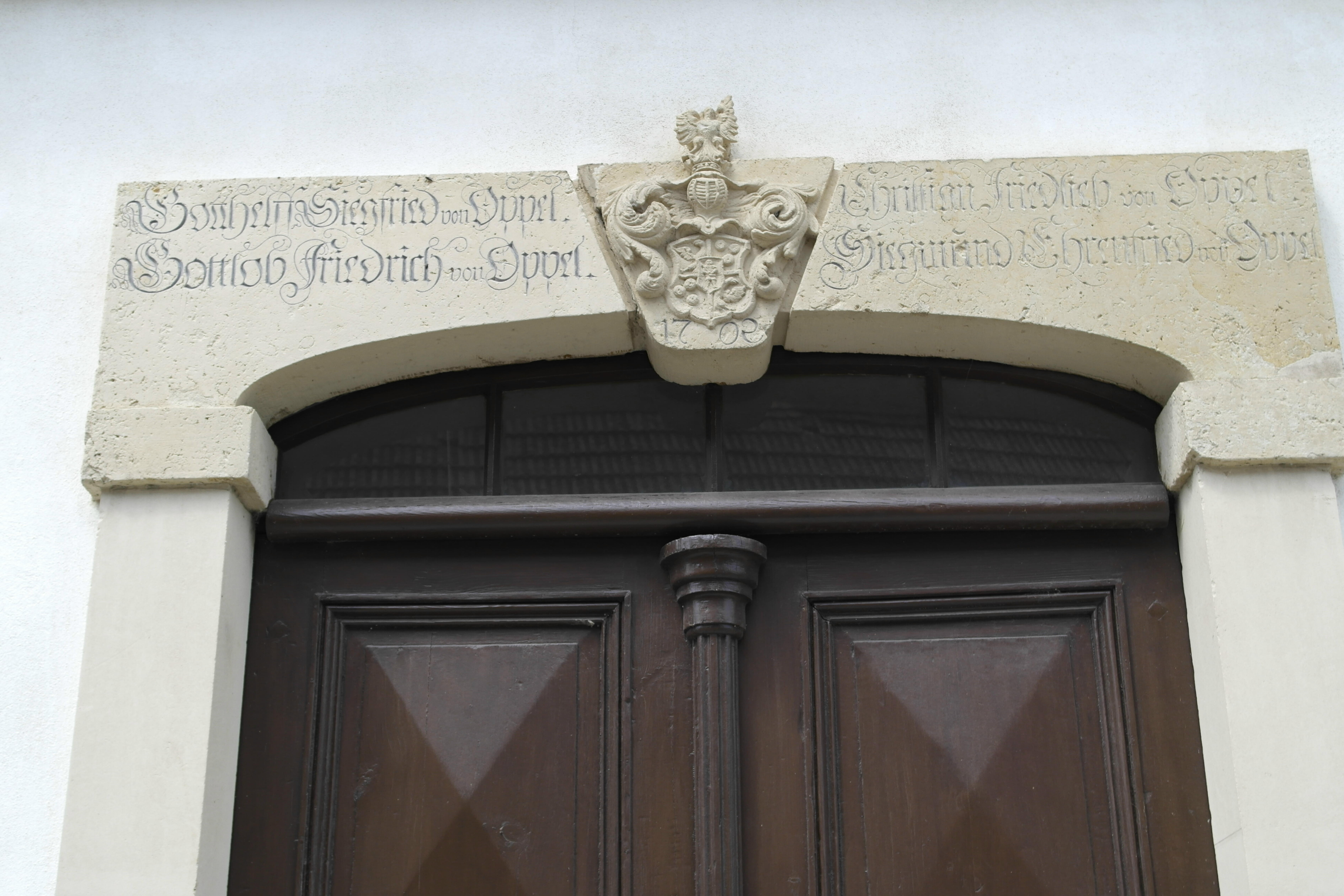
Eingangsportal
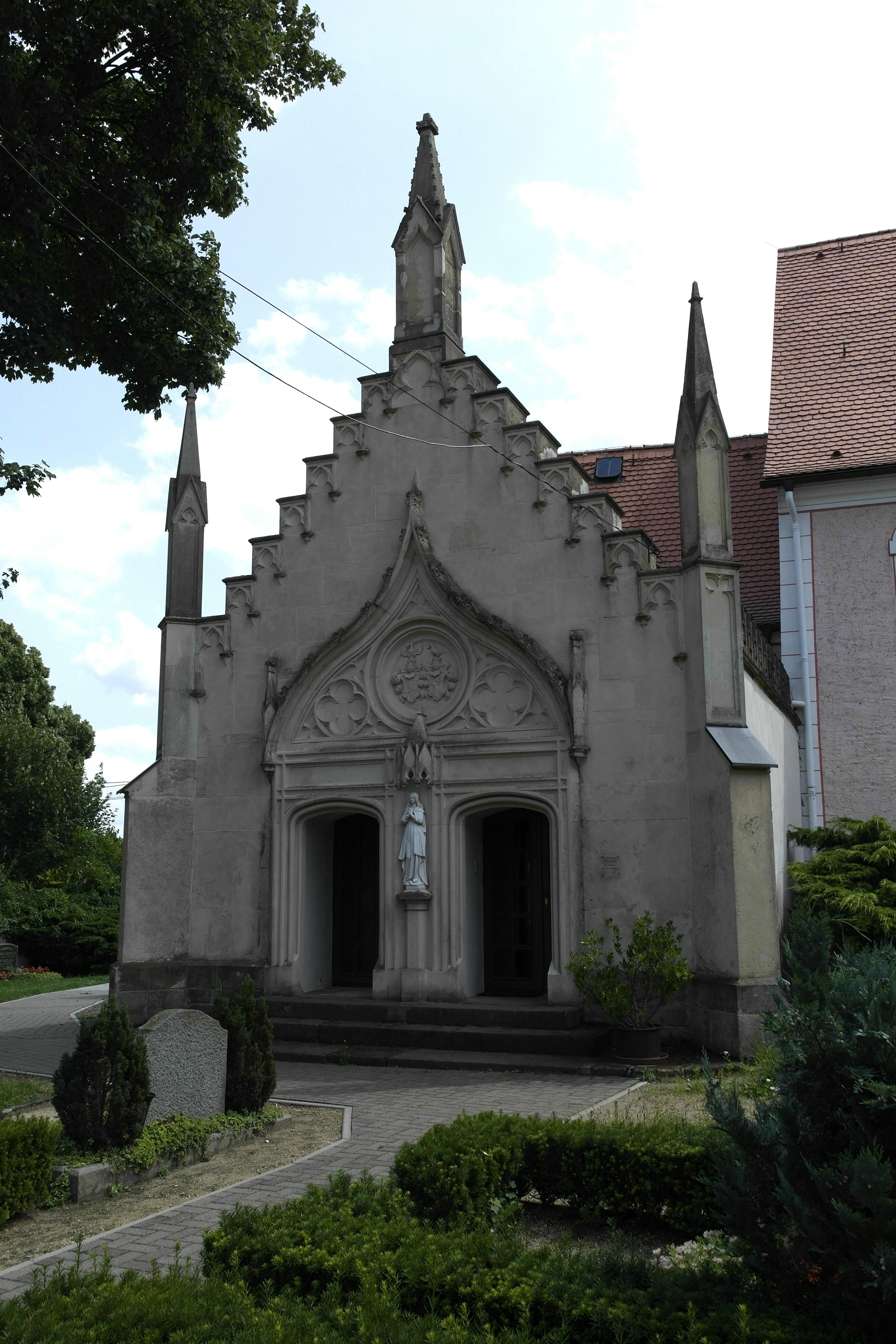
Ansicht Grabkapelle
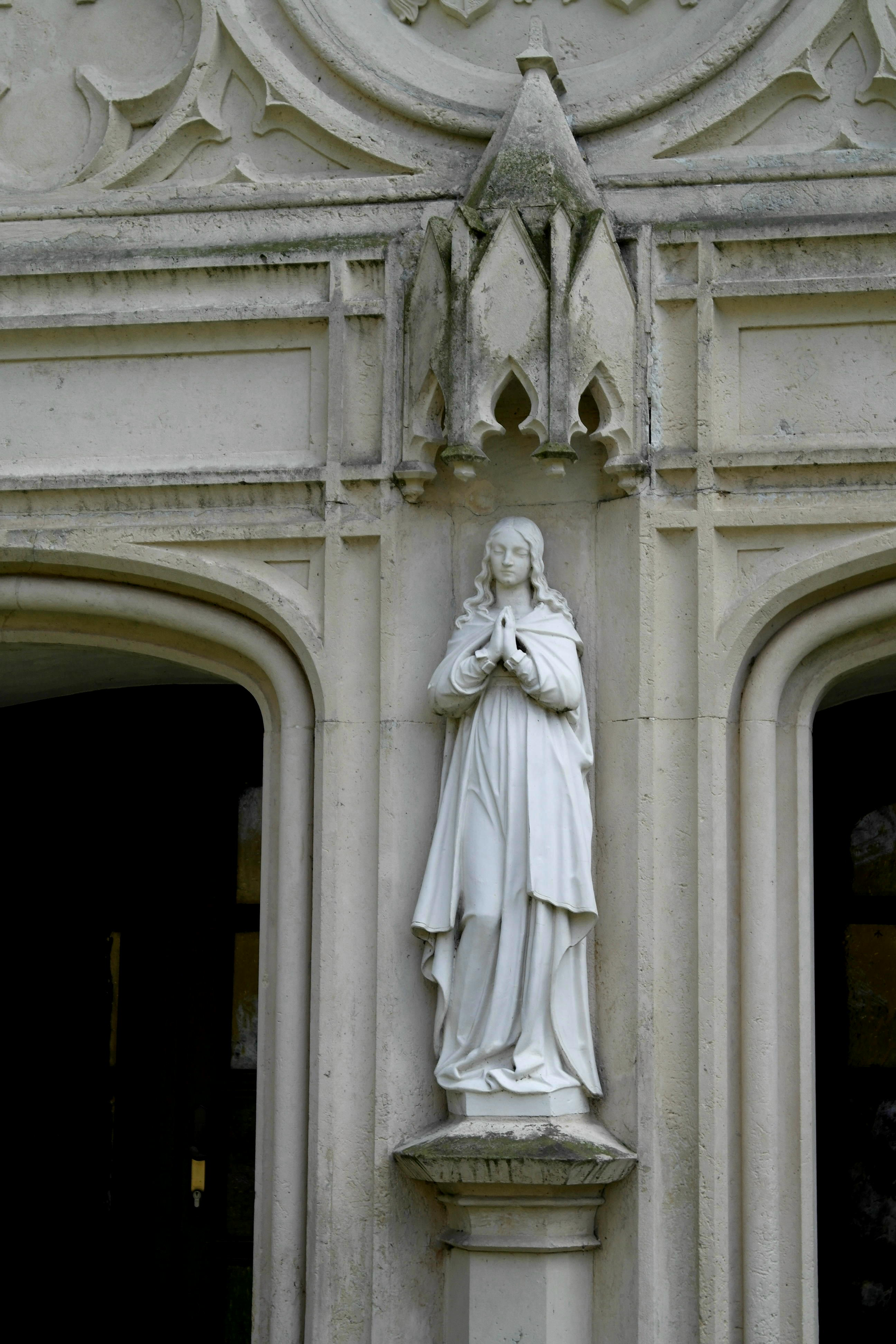
Ansicht Grabkapelle Detail
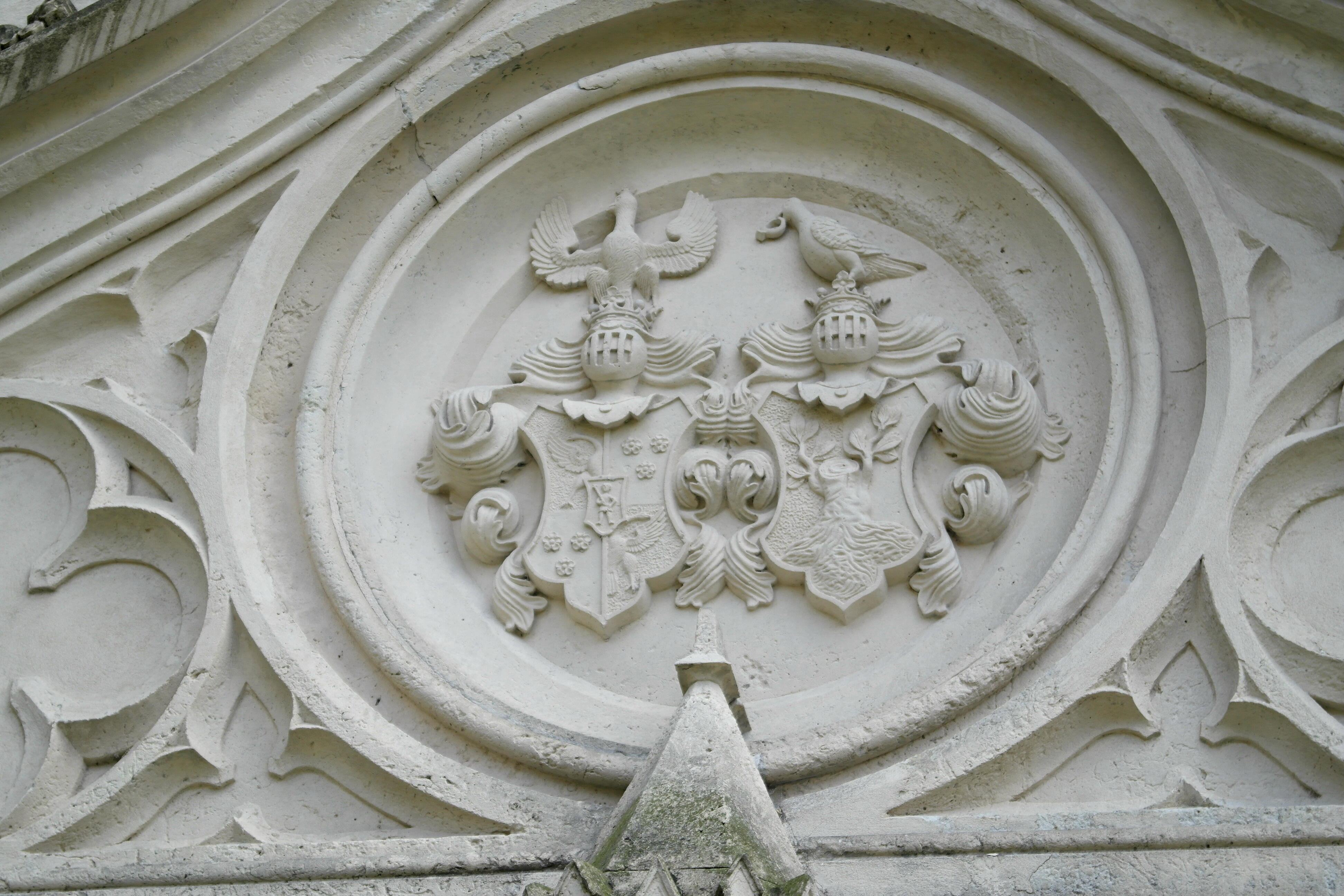
Ansicht Grabkapelle Detail
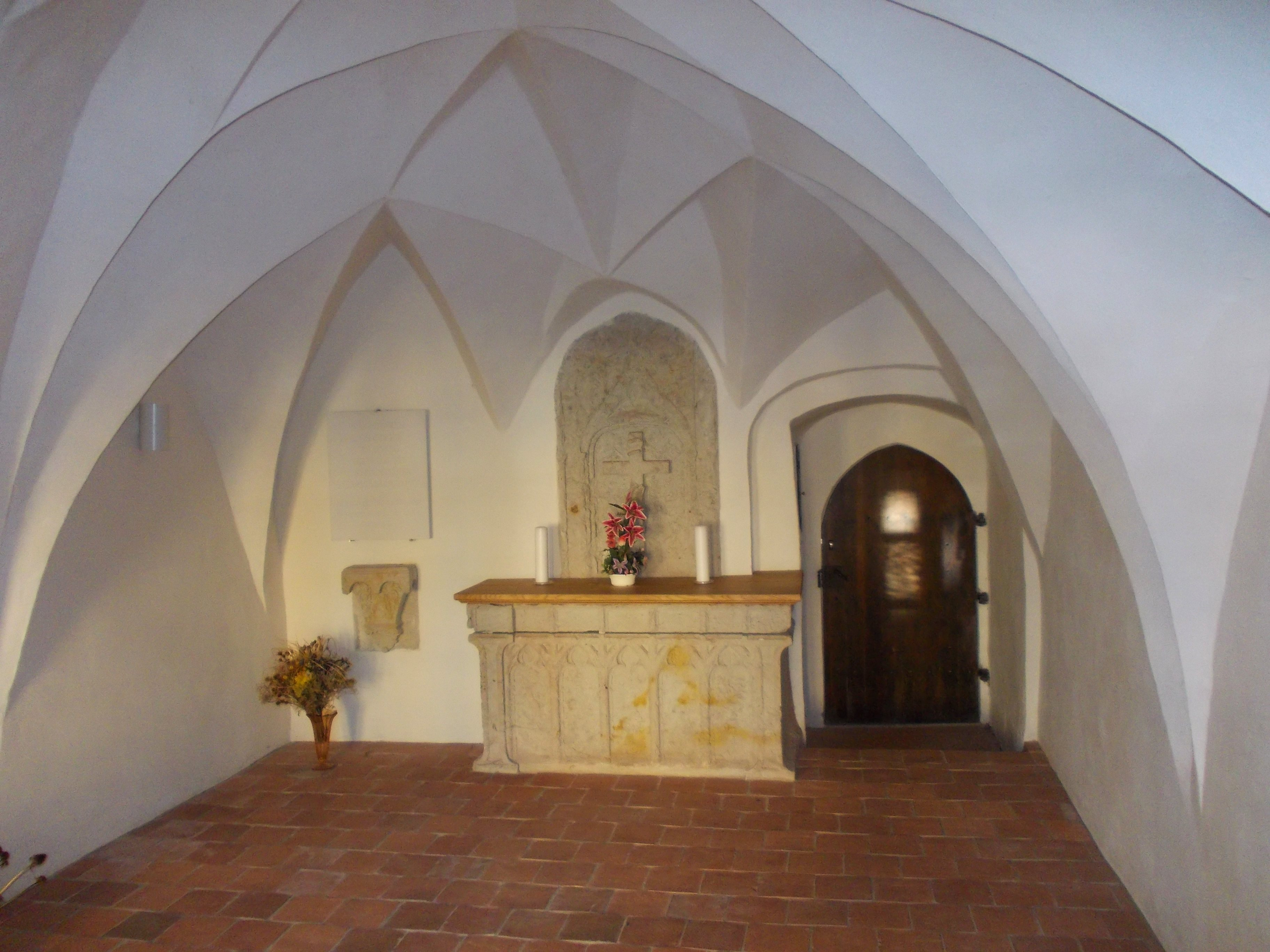
Grabkapelle Innen